# 네이르펄트

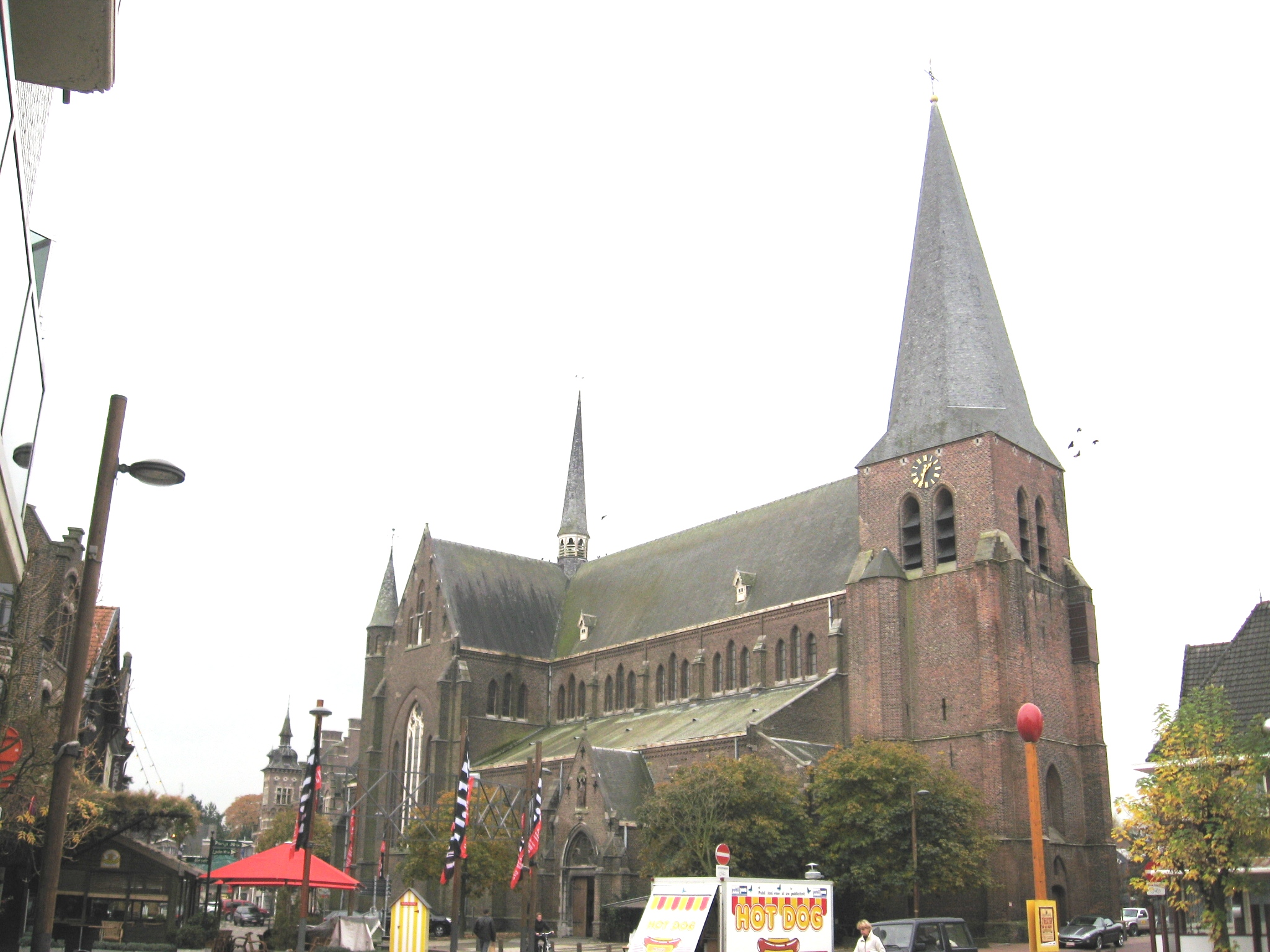
네이르펄트 성 니클라스 교회

네이르펄트(네덜란드어: Neerpelt)는 벨기에 플랑드르 지역 림뷔르흐주에 위치한 도시로 면적은 42.78km2, 인구는 16,969명(2016년 1월 1일 기준), 인구 밀도는 400명/km2이다.

시기
시 문장